# Пивоев, Василий Михайлович
Васи́лий Миха́йлович Пи́воев (род. 4 июля 1947 года, село Ругозеро, Карело-Финская ССР, СССР) — российский философ

 и культуролог. Доктор философских наук, профессор.

## Биография
В 1966 году окончил Петрозаводский техникум железнодорожного транспорта.
В 1981 году защитил на философском факультете ЛГУ кандидатскую диссертацию на тему «Ирония как эстетическая категория» (руководитель М. С. Каган) по специальности «эстетика», в 1992 году защитил в Институте философии РАН докторскую диссертацию на тему «Мифологическое сознание как способ освоения мира» по специальности «социальная философия». Учёное звание профессора по кафедре философии присвоено в 1992 году.
В 1974—1976 годах работал заместителем секретаря комитета ВЛКСМ ПетрГУ.
В 1976—1985 годах — инструктором отдела науки и учебных заведений Карельского обкома КПСС.
В 1985—1995 годах работал заведующим кафедрой философии, доцентом, профессором Петрозаводской консерватории.
В 1995-2014 года - заведующий кафедрой культурологии Петрозаводского университета. Читает лекционные курсы культурологии (истории и философии культуры), философии, эстетики, философии истории, философии права, истории религии, методологии науки.
Присвоено звание «Заслуженный деятель науки Республики Карелия» (1998), награждён знаком «Почётный работник высшего профессионального образования РФ» (2005).
Член коллегии Министерства культуры и по связям с общественностью Республики Карелия, руководитель Карельского отделения Российского философского общества.

## Основные научные идеи и результаты
- Концепция иронии как эстетической ценности и формы комического отношения, характеризующейся трехплановой структурой выражения, амбивалентностью и двунаправленностью;
- Концепция возникновения мифологического сознания и мифа в условиях древнего «ночного» сознания как способа освоения мира и средства обнадеживания человека относительно перспектив его существования;
- Аксиологика как ценностная логика воображения и мифотворчества;
- Роль и место мифологии (как системы ценностей, выраженной в символической форме) в истории культуры;
- Методологический подход к истории культуры, направленный на выявление в каждой культуре мифологии, выражающей систему важнейших ценностей;
- Концепция разума как единства «рационального» и «иррационального», взаимодополнительности двух этих парадигм в истории философии, осмысление истории философии как взаимодействия и противоборства двух методологических программ: рационалистической и иррационалистической;
- Взаимодействие «дневного» и «ночного» сознания в культуре;
- Прогноз смены ценностной парадигмы на рубеже XX—XXI вв.;
- Критерии этнической и национальной идентичности;
- Телеология как философия смысла жизни и счастья;
- Критерии различения методологии естественных, социальных и гуманитарных наук;
- Обоснование различения мифологии и религии.

## Научные публикации
Опубликованы около 200 научных работ, в том числе 30 монографий и учебных пособий.
- «Мифологическое сознание как способ освоения мира» (Петрозаводск, 1991)
- «Миф в системе культуры» (Петрозаводск, 1991)
- «Философия и психология политики» (Петрозаводск, 1991)
- «Культурология: Введение в историю и философию культуры» (Петрозаводск, 1997; 2-е изд. Москва, 2008, гриф УМО)
- «Философия культуры» (Петрозаводск, 1998; 2-е изд. СПб., 2002; 3-е изд. М., 2009, гриф УМО)
- «Философия. Ч. 1. История философии» (Петрозаводск, 1998; 2-е изд. СПб., 2001)
- «Ирония как феномен культуры» (Петрозаводск, 2000)
- «Философия. Ч. 2. Основы философских знаний» (Петрозаводск, 2003)
- «Культура Карелии» (Петрозаводск, 2003)
- «Философия смысла, или Телеология» (Петрозаводск, 2004)
- «Философия истории» (Петрозаводск, 2005)
- «Эстетика» (Петрозаводск, 2006)
- «Этнос и нация: проблемы идентификации» (Петрозаводск, 2006)
- «Социокультурный портрет Республики Карелия» (Петрозаводск, 2007; в соавторстве)
- «Методология и методика научного исследования» (Петрозаводск, 2006)
- «А. Бергсон и проблемы методологии гуманитарного знания» (Петрозаводск, 2008; в соавторстве)